# Rebecca F. Kuang

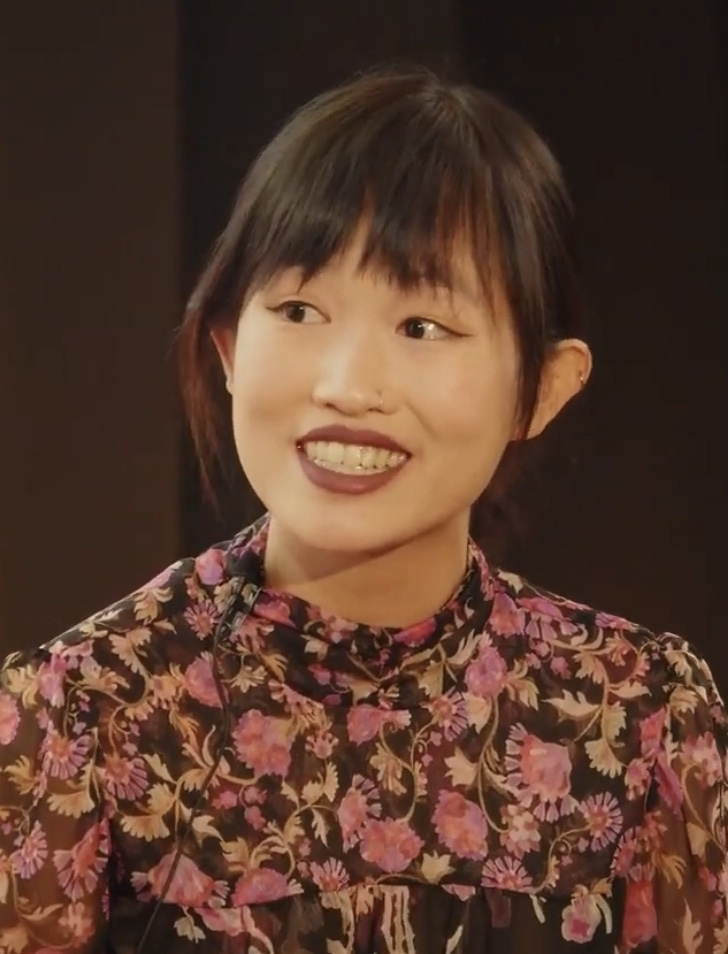
Rebecca F. Kuang

Rebecca F. Kuang (geboren am 29. Mai 1996 in Guangzhou, Volksrepublik China) ist eine US-amerikanische Schriftstellerin chinesischer Herkunft.

## Leben
Zusammen mit ihrer Familie emigrierte Kuang in die Vereinigten Staaten, als sie vier Jahre alt war. Die Familie ließ sich in Denver, Colorado, nieder. Sie besuchte die Greenhill School in Addison, Texas, wo sie 2013 ihren Abschluss machte. Anschließend studierte sie Geschichte an der Georgetown University in Washington, D. C. 2018 gewann sie ein Marshall-Stipendium, mit dem sie ihre Studien an der University of Cambridge in England fortsetzte. Ihre Dissertation, an der sie derzeit an der Yale University arbeitet, behandelt Propagandaliteratur während des Zweiten Japanisch-Chinesischen Krieges.

## Schaffen als Schriftstellerin
Als Kuang während einer Studienunterbrechung in China arbeitete, begann sie zu schreiben. 2016 war sie Teilnehmerin des Odyssey Writing Workshop und 2017 des CSSF Novel Writing Workshop.
Ihr 2018 bei HarperCollins erschienener Erstlingsroman The Poppy War wurde ein literarischer Erfolg. Er gewann 2019 den William L. Crawford Fantasy Award und den Compton Crook Award und war für den Nebula Award, den Locus Award und für The Kitschies nominiert. Kuang selbst war als neue Autorin Finalistin des John W. Campbell Award for Best New Writer. 2023 erhielt sie den Nebula, den Locus und den World Fantasy Award für ihren Roman Babel.

### Im Zeichen der Mohnblume
Im Zeichen der Mohnblume – Die Schamanin (Originaltitel: The Poppy War), erster Band einer Trilogie, spielt vor dem Hintergrund der Kriege zwischen den Ländern Nikan und Mugen in einer Fantasy-Welt, die dem China der Song-Dynastie ähnelt, reflektiert aber Geschichte und Gestalten chinesischer Politik im 20. Jahrhundert und insbesondere die Japanisch-Chinesischen Kriege, wobei Nikan für China und Mugen für Japan steht. Die junge Rin hat eben die Aufnahmeprüfung an der elitären Sinegard-Militärschule bestanden und versucht, sich zurechtzufinden, als sie sich von den Lehren des Daoismus und des I Ging angezogen fühlt, im Opium ein Tor zur Welt der daoistischen Götter findet und sich für sie dadurch ein Zugang zu großer schamanistischer Macht eröffnet.
Im Zeichen der Mohnblume – Die Kaiserin (Originaltitel: The Dragon Republic), der zweite Band der Trilogie, erschien 2019.
2020 erschien Im Zeichen der Mohnblume – Die Erlöserin (Originaltitel: The Burning God), der letzte Teil der Reihe. Rin bekämpft darin die Mächte, die ihr Land zerrissen und in einen Bürgerkrieg gestürzt haben.

## Bibliographie
- Im Zeichen der Mohnblume (Romantrilogie – Original: The Poppy War)
  - Im Zeichen der Mohnblume – Die Schamanin. Übersetzt von Michaela Link. Blanvalet, München 2020, ISBN 978-3-7341-6222-0. (Original: The Poppy War, 2018)
  - Im Zeichen der Mohnblume – Die Kaiserin. Übersetzt von Michaela Link. Blanvalet, München 2020, ISBN 978-3-7341-6231-2. (Original: The Dragon Republic, 2019)
  - Im Zeichen der Mohnblume – Die Erlöserin. Übersetzt von Michaela Link. Blanvalet, München 2022, ISBN 978-3-7341-6323-4. (Original: The Burning God, 2020)
- Yellowface. Übersetzt von Jasmin Humburg. Eichborn Verlag, Frankfurt (Main) 2024, ISBN 978-3-8479-0162-4.(Original: Yellowface, 2022)
- Babel. Übersetzt von Heide Franck und Alexandra Jordan. Eichborn, Köln 2023, ISBN 978-3-8479-0143-3. (Original Babel. Or the Necessity of Violence: An Arcane History of the Oxford Translator’s Revolution, 2022)
- Katabasis. Übersetzt von Alexandra Jordan und Heide Frank. Eichborn, 2025, ISBN 978-3-8479-0216-4. (Original Katabasis)